# Cuy (Oise)
Cuy ist eine französische Gemeinde mit 216 Einwohnern (Stand: 1. Januar 2022) im Département Oise in der Region Hauts-de-France (vor 2016 Picardie). Sie gehört zum Arrondissement Compiègne und zum Kanton Thourotte (bis 2015 Lassigny).

## Geographie
Cuy liegt etwa 24 Kilometer nordnordöstlich von Compiègne. An der südwestlichen Gemeindegrenze verläuft das Flüsschen Divette. Umgeben wird Cuy von den Nachbargemeinden Lagny im Norden, Suzoy im Osten, Évricourt im Süden, Thiescourt im Südwesten sowie Dives im Westen.

## Bevölkerungsentwicklung
| Jahr      | 1962 | 1968 | 1975 | 1982 | 1990 | 1999 | 2006 | 2013 |
| Einwohner | 152  | 137  | 149  | 157  | 217  | 214  | 224  | 224  |

## Sehenswürdigkeiten
- Kirche Notre-Dame-de-la-Nativité (siehe auch: Liste der Monuments historiques in Cuy (Oise))
- Schloss Les Essarts

## Persönlichkeiten
- René de Segonzac (1867–1962), Entdecker, Schriftsteller